# Mullengandra
Mullengandra est un village de Nouvelle-Galles du Sud dans le sud-est de Riverina.

## Géographie
Il est situé à 7 km au nord-est de Bowna et à 8 km au sud-ouest de Woomargama sur le Hume Highway.

## Histoire
Le village a été fondé par Bushranger dans le milieu des années 1850,. Une église anglicane y est consacrée en 1876 et un bureau de poste y ouvre le 16 mai 1888.
En 1871 y est créée une école publique qui a été fermée en 2017,.